# Alex Stepney
Alexander Cyril "Alex" Stepney (Mitcham, Anglia, 1942. szeptember 18. –) angol labdarúgókapus. Pályafutása során az angol Manchester United FC csapatában több mint 400 mérkőzésen védett, az 1968-as BEK-győztes csapat kapusa.

## Pályafutása
Akik látták a Manchester United első nagy nemzetközi diadalát hozó 1968-as BEK-döntőt, azok egy életre megjegyezték Alex Stapney nevét. A rendes játékidő hajrájában hatalmas bravúrral védte Eusébio lövését, mozdulatát állítólag az ellenfél aranylabdás támadója is megtapsolta. 1966 őszén igazolta Matt Busby a Unitedhoz, akkoriban kapusért rekordnak számító 55 ezer fontért. A legendás menedzser szerint is ez volt az 1966-67-es bajnoki cím egyik kulcsa. Stapney a Manchester City ellen debütált (1-0), és további 174 mérkőzésen nem kapott gólt. Ezen túl tétmérkőzései számával (539) is ő a United-kapusok rekordere. Az 1973-74-es szezonban ő volt a csapat kijelölt büntetőrúgója, és kétszer is sikerült gólt szereznie, így ebben is rekorder a Vörösök kapusai között.

## Sikerei, díjai
Manchester United FC
- Angol bajnok: 1966–67
- FA kupa-győztes: 1976–77
- Charity Shield-győztes: 1968, 1978
- BEK-győztes: 1967–68